# Kulcsár Tibor (pszichológus)
Kulcsár Tibor (Élesd, 1945. december 29. – Kolozsvár, 1988. február 27.) erdélyi magyar pszichológus.

## Életútja
Nagyváradon érettségizett (1963), a Babeș–Bolyai Tudományegyetemen szerzett gyógypedagógusi diplomát (1968). Pályáját a Pedagógiai Tudományok Intézete kutatójaként kezdte Kolozsvárt (1968–70), majd a kolozsvári egyetem pszichológia-pedagógia tanszékén tanársegéd (1970–75), a pszichológiai tudományok doktora (1975), egyetemi adjunktus (1975–88).
Első írása a kiválasztás döntő szerepéről segédiskolákban a Caiet de Defectologie hasábjain jelent meg (1972). Lélektani és neveléstudományi írásait az intelligencia, iskolaérettség, érzelmi élet és lelki egészség tárgyköréből, valamint a személyiség kialakulásáról a Revista de Psihologie, Studia Universitatis Babeș-Bolyai, Tanügyi Újság, A Hét, TETT közölte; az intelligencia pszicho-genetikai meghatározóiról írott tanulmányával részt vett a Zörgő Benjamin és Ion Radu szerkesztette tanuláslélektani tanulmánygyűjteményben (Studii de psihologie școlară, 1979). 
Az iskolai siker intellektuális tényezőiről önálló fejezettel szerepel a Psihologia educației și dezvoltării c. akadémiai kiadványban (1983) és más bukaresti tanulmánygyűjteményekben. A Korunkban megjelent írásai közül kiemelkedik Énvédelmi stratégiák (1983/3), A család hatása a személyiség alakulására (1984/6), Tudat, éntudat, énkép (I–III. 1985/8, 9, 12) és Személyiségpszichológia (Korunk Évkönyv, 1986–87, 64–81) című tanulmánya.
Mint szakmunkák fordítója és tankönyvíró is hozzájárult a korszerű lélektani műveltséghez. Fodor Katalinnal közösen fordította le A képességek cím alatt Al. Roșca és Zörgő Benjamin szakmunkáját (1973) s az általános lélektan és logika alapfogalmairól szóló román tankönyvet (1977), szerzőtársa s egyben fordítója is a pedagógiai líceumok számára készült Pszichológia című kézikönyvnek (1979). Magyarból románra fordította Frică, supărare, agresivitate cím alatt Ranschburg Jenő: Félelem, harag, agresszió című szakmunkáját (1982).

## Kötetei
- Factori psihologici ai reușitei școlare (1978. Magyarul Az iskolai teljesítmény pszichológiai tényezői. Budapest, 1982)
- Lecții practice de psihodiagnostic (egyetemi jegyzet, Kolozsvár, 1980)
- Iskolapszichológia, tanuláslélektan (egyetemi kurzus, Kolozsvár, 1981)
- Iskolapszichológia (Kolozsvár, 1984)

## További irodalom
- Szamosközy István: Intelligenciaműhely. A Hét, 1978/41.